# Корисні копалини Мавританії
Корисні копалини Мавританії
Країна має запаси залізних та мідних руд, золота, фосфоритів (табл.). 
На початку XXI ст. на шельфі М. виявлені поклади природного газу та нафти.
Таблиця. – Основні корисні копалини Мавританії на 1998-1999 рр.
| Корисні копалини    | Запаси       | Запаси   | Вміст корисного компоненту в рудах, % | Частка у світі, % |
| Корисні копалини    | Підтверджені | Загальні | Вміст корисного компоненту в рудах, % | Частка у світі, % |
| Залізні руди, млн т | 400          | 700      | 50 (Fe)                               | 0,2               |
| Золото, т           | 24           | 30       | 1,4 г/т                               |                   |
| Мідь, тис. т        | 400          | 2702     | 1,4 (Cu)                              | 0,1               |
| Фосфорити, млн т    | 22           | 30       | 22 (Р2О5)                             | 0,43              |

Залізо, мідь. На низьких рівнинах Мавританії в області Інширі в околицях Акжужта розвідані багаті родовища залізняку і мідних руд. В області Тірис-Земмур, поблизу гори Іджиль знаходяться великі родовища заліза.
Золото. В результаті ГРР багато золотопроявів були виявлені на Реґвебедському Щиті і Мавританському хребті. Найбільша багатообіцяюча знахідка – це Гаоува (Haouewa) в Тасіасті (Tasiast), де фірма Normandy La Source провела дослідження в 1999-2000 рр і відкрила родовище з потенційними запасами 1 млн унцій золота. Крім того, на початку XXI ст. здійснюється Fed-проєкт дослідження на золото в Оусат (Ouassat) і Сфаріат (Sfariat), в північній Мавританії, який фінансується Європейським Союзом [Mining Annual Review 2002].